# Ti'Punch
Ti'Punch je míchaný nápoj na bázi rumu, který je zvláště populární na Martiniku, Guadeloupe, Haiti, ve Francouzské Guyaně a jiných francouzsky mluvících karibských zemích. Je velice podobný kubánskému daiquiri.
Nápoj se obvykle připravuje z rumu agricole (francouzsky Rhum Agricole), limetky a sirupu z cukrové třtiny. Obvykle se podává před jídlem jako aperitiv.

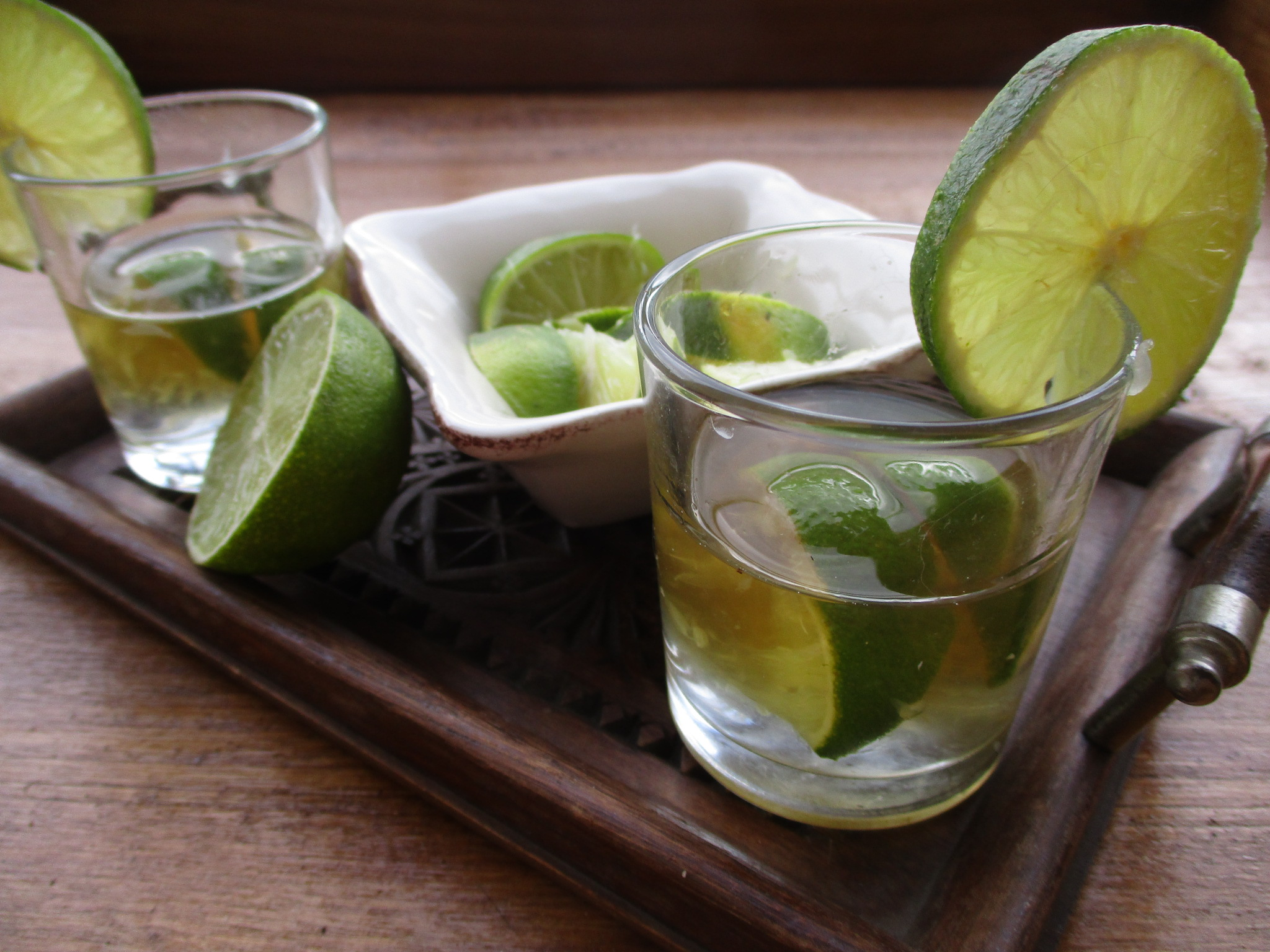
Ti-punch